# 卡洛斯·莫亚
卡洛斯·莫亚（西班牙語：Carles Moyà Llompart，1976年8月27日—），西班牙前職業網球運動員，單打最高世界排名第一，一座大滿貫得主。
2010年11月17日，莫亚召開記者會宣佈退役。
莫亞在2017年至2024年擔任拉斐爾·拿度的教練。

## 大满贯

### 男單冠軍（1）
| 年份 | 比賽 | 場地 | 決賽對手 | 對手國籍 | 勝方比分      |
| ---- | ---- | ---- | -------- | -------- | ------------- |
| 1998 | 法网 |      |          | 西班牙   | 6-3, 7-5, 6-3 |

### 男單亞軍（1）
| 年份 | 比賽 | 場地 | 決賽對手 | 對手國籍 | 勝方比分      |
| ---- | ---- | ---- | -------- | -------- | ------------- |
| 1997 | 澳网 | 硬地 |          | 美國     | 6-2, 6-3, 6-3 |

## ATP巡迴賽

### 單打冠軍（20）
- 1995（1）- 布宜諾斯艾利斯
- 1996（1）- 烏馬格
- 1997（1）- 長島
- 1998（2）- 蒙地卡羅大師賽、法網
- 2000（1）- 葡萄牙埃斯托里爾
- 2001（1）- 烏馬格
- 2002（4）- 阿卡普爾科、巴斯塔德、辛辛那堤大師賽、烏馬格
- 2003（3）- 巴塞隆納、布宜諾斯艾利斯、烏馬格
- 2004（3）- 阿卡普爾科、清奈、羅馬大師賽
- 2005（1）- 清奈
- 2006（1）- 布宜諾斯艾利斯
- 2007（1）- 烏馬格

### 單打亞軍（24）
- 1996（2）- 布加勒斯特、慕尼黑
- 1997（5）- 阿姆斯特丹、澳網、般尼茅夫、印第安納波利斯、悉尼室外賽
- 1998（2）- 馬略卡、ATP年終賽
- 1999（1）- 印第安維爾斯大師賽
- 2000（1）-
- 2001（1）- 巴塞隆納
- 2002（2）- 香港沙龍公開賽、蒙地卡羅大師賽
- 2003（2）- 邁阿密大師賽、維也納
- 2004（2）- 布宜諾斯艾利斯、悉尼
- 2005（1）- 烏馬格
- 2006（1）- 清奈
- 2007（2）- 悉尼、阿卡普爾科
- 2008（1）- Costa Do Sauipe、布加勒斯特

### 團體

#### 戴维斯杯
除了職業賽事外，莫亚曾代表西班牙參加戴维斯杯，更在2004年協助西班牙在戴维斯杯奪得冠軍。
- 2004年決賽3:2勝美國

- 按：台維斯盃是一年一度男子網球的世界團體錦標賽，是國際網球比賽中最高水準的團體賽。

## 外部連結
- 卡洛斯·莫亚（英文/西班牙文）的官方資料
- 卡洛斯·莫亚的國際網球總會 職業／青少年 官方資料（英文）
- 卡洛斯·莫亚的官方資料（英文）
- 卡洛斯·莫亚的X（前Twitter） （西班牙文）